# Kvenja
Kvenj(ščin)a (izvirno angleško Quenya) je umetni jezik angleškega pisatelja in jezikoslovca Johna Ronalda Reuela Tolkiena.